# Cozy Powell
Cozy Powell (Cirencester, Gloucestershire, 29 de dezembro de 1947 — Bristol, 5 de Abril de 1998) foi um renomado e aclamado baterista britânico. Ficou em 31° lugar na lista dos "50 melhores bateristas de hard rock e metal de todos os tempos" do site Loudwire.
Muito solicitado em gravações de pop e rock, Cozy Powell foi quase uma lenda no estilo pesado de tocar bateria, tocando ao lado de nomes como Rainbow, Whitesnake, Mickie Most, Black Sabbath, Keith Emerson, Greg Lake (Emerson, Lake & Powell), Michael Schenker Group, ou mesmo no seu trabalho solo, como o single "Dance with the Devil", que foi seu maior hit no Reino Unido, em 1974.
Powell começou sua carreira profissional em 1965 com o The Sorcerers, eventualmente tocando com Jeff Beck, depois que este deixou o Yardbirds. Em 1971, formou a Bedlam, chegando a lançar um álbum, mas abandonou este projeto para produzir singles, como o "Dance with the Devil", faixa instrumental que chegou à 3ª posição no Reino Unido em 1974. Mais tarde ele formou o Cozy Powell's Hammer, que rompeu-se em 1975. Em 1975 se juntou ao Rainbow, do guitarrista Ritchie Blackmore, ficando até 1980. Sempre muito requisitado, ele alternava seus trabalhos entre seções de estúdio e concertos ao vivo com uma grande variedade de bandas como o Michael Schenker Group, Whitesnake e Black Sabbath, nunca permanecendo em nenhuma banda por muito tempo. Em 1996, ele trabalhou numa longa turnê com o Fleetwood Mac.
Em abril de 1998, Cozy Powell havia abandonado uma turnê com Yngwie Malmsteen por ter machucado o pé. Pouco tempo depois, em 5 de Abril, Cozy morreu num acidente de automóvel enquanto dirigia seu carro, um Saab 9000, a cerca de 170 km/h sob chuva, na rodovia M4 próximo à cidade de Bristol, na Inglaterra. De acordo com uma reportagem da BBC, no momento do acidente o índice alcoólico de Cozy estava acima do limite permitido. Ele não usava cinto de segurança e conversava com sua atual namorada, Sharon Reeve, no telefone celular. Ela ouviu o barulho da batida.

## Notáveis bandas e artistas
- Bedlam
- Bernie Marsden
- Black Sabbath
- Brian May
- Cinderella
- Cozy Powell's Hammer
- Donovan
- Emerson, Lake & Powell
- Fleetwood Mac
- Forcefield
- Gary Moore
- Glenn Tipton
- Graham Bonnet
- Graham Bonnet & The Hooligans
- Harvey Andrews
- Hot Chocolate
- Jeff Beck Group
- Jon Lord
- Michael Schenker Group
- Peter Green
- Phenomena
- Rainbow
- Robert Plant
- Roger Daltrey
- The Sorcerers
- Tony Ashton
- Yngwie Malmsteen
- Whitesnake